# Gweni-Fada
Koordinaten: 17° 25′ N, 21° 45′ O

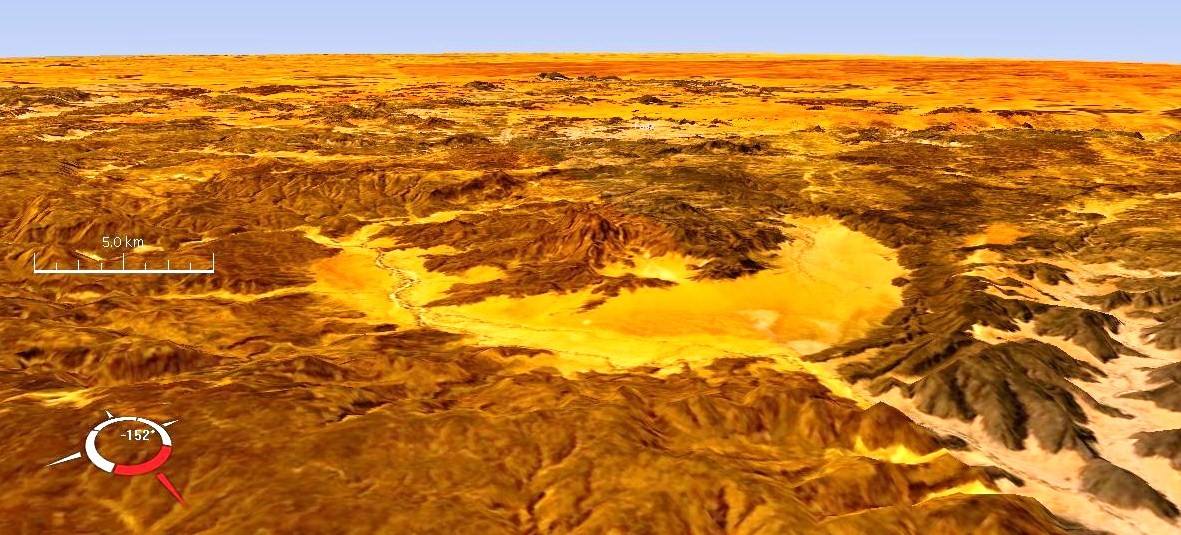
Landsat-Satellitenbild, Schrägansicht, Vertikale zweifach vergrößert

Gweni-Fada ist ein Einschlagkrater im Tschad. 
Die asymmetrische Struktur, die bei 17°22'N und 21°45'E zentriert ist und in NW-SE-Richtung etwas breiter ist (vgl. topographische Karte), ist stark erodiert. Eine breite Senke (ø 12 km) bildet einen Halbmond um zwei Drittel der inneren komplexen Zone. Auf der Nordseite umgibt ein erhöhter äußerer Ring aus nach außen einfallenden Sandsteinen die Senke. 
Im Süden ist die äußere Vertiefung nicht vorhanden. Die innere Zone (ø 10 km) besteht aus einem zerklüfteten Gelände mit Hügeln von mehreren hundert Metern Höhe. Letztere könnten Überreste der zentralen Hebung sein (siehe topografische Karte).
Der Krater ist jünger als 345 Millionen Jahre (Karbon). 

## Quellen

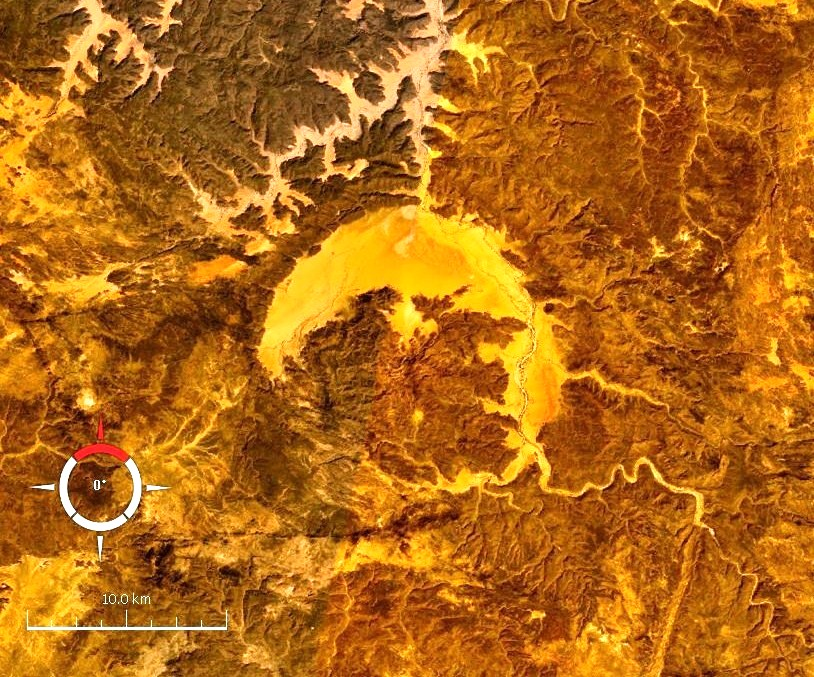
Landsat-Satellitenbild